# 科羅拉多州丹佛聖殿
科羅拉多丹佛聖殿（Denver Colorado Temple）是耶穌基督後期聖徒教會的第40座聖殿，於1982年宣布修建。科羅拉多丹佛聖殿在1986年竣工，面積29,117平方英尺（2,705平方）。科羅拉多丹佛聖殿位於一座山的山頂，曾是一座高爾夫球場的一部分。

## 外部連結
- 维基共享资源上的相關多媒體資源：科羅拉多州丹佛聖殿
- Official Denver Colorado Temple page （页面存档备份，存于）
- Denver Colorado Temple page （页面存档备份，存于）